# Ataque à creche de Dendermonde
O ataque à creche de Dendermonde foi um ataque a facadas feito por Kim De Gelder na creche "Fabeltjesland", na vila de Sint-Gillis-bij-Dendermonde, na cidade de Dendermonde, na Bélgica, às 10:00 CET (09:00 UTC) de 23 de janeiro de 2009. Três pessoas foram esfaqueadas à morte, e doze foram mutiladas no ataque. O suspeito foi ligado a um outro assassinato de uma anciã, e a polícia sugeriu que ele estava tramando mais ataques a creches. Espera-se que a creche nunca mais reabra.

## Ataque
O assassino, Kim de Gelder, um homem belga de 20 anos de idade, natural de Sinaai, entrou na creche Fabeltjesland (País das Maravilhas, em português), localizada em Sint-Gillis-bij-Dendermonde, na cidade de Dendermonde, Bélgica, por meio de uma porta destrancada, dizendo que tinha uma pergunta a fazer. Ele entrou então num dos quartos e começou a atacar crianças pequenas antes de subir algumas escadas, onde ele continuou a atacar pequenas crianças em outro quarto. Segundo relatos, o assassino estava vestindo roupas pretas e estava com maquiagem branca, e seu cabelo estava pintado em vermelho vivo, figurino semelhante ao usado pelo personagem do DC Comics, o Coringa. O advogado de De Gelder, Jaak Haentjens, mais tarde negou formalmente qualquer ligação com o personagem, atribuindo as acusações sobre o rosto pintado de branco à pele pálida de De Gelder. Haentjens negou também os rumores de que De Gelder era um fã de música gótica. Kim De Gelder era, aos olhos de seus amigos e colegas, um homem calmo, que nunca disse nada a respeito.
Um total de dezoito crianças menores de três anos e seis adultos estava na creche durante o ataque. Duas crianças e um adulto foram mortos, seis crianças, entre um e três anos de idade, foram feridas gravemente, outras quatro sofreram apenas ferimentos leves, e nove escaparam sem ferimentos.

### Vítimas
- Leon Garcia-Mannaert, um menino de nove meses de idade,
- Corneel Vermeir, um menino de nove meses de idade,
- Marita Blindeman, uma babá de 54 anos.[10]

Relatos iniciais na televisão belga sugeriram que cinco pessoas tinham sido mortas e outras vinte tinham ficado feridas no ataque, enquanto que as autoridades governamentais belgas confirmaram apenas a morte de uma criança e de um adulto. Este número foi aumentado mais tarde assim que outra criança morreu dos ferimentos sérios que tinha. Também foi relatado que algumas das crianças sobreviventes necessitaram de cirurgias plásticas devido a graves mutilações.

## Prisão e consequências
Uma grande operação de procura foi estabelecida, e um homem foi capturado pela polícia belga poucos momentos depois, na cidade vizinha de Lebbeke. Sendo ferido durante a sua captura, o homem foi levado a um hospital na cidade de Aalst. A polícia belga disse que o suspeito estava levando consigo uma lista de creches, das quais eles suspeitam ser creches alvos de outros ataques.
O prefeito de Dendermonde, Piet Buyse, disse que "As vítimas estão sendo tratadas, e aqueles que não sofreram ferimentos foram levados para um centro psicológico, onde estão recebendo conselhos."

Durante uma entrevista coletiva na noite do ataque, o representante do Ministério Público belga, Christian Du Four, deu a seguinte informação sobre o assassino suspeito, negando vários outros rumores anteriores:
| “ | Ele é um belga de 20 anos, e não estava sob a influência de drogas ou de álcool. Ele age estranhamente, e zomba de seus interrogadores. Ele não é um paciente de uma instituição psiquiátrica. Deu-nos cinco identidades diferentes. | ” |

O assassino foi identificado mais tarde como Kim De Gelder, em 25 de janeiro de 2009. De Gelden confiou ao seu advogado, declarando que esteve em depressão quando adolescente, e num determinado momento, escutou vozes em sua cabeça. Por outro lado, um psiquiatra concluiu que não era necessário levá-lo a uma instituição psiquiátrica.
Cerca de 6.000 pessoas marcharam por toda Dendermonde em 25 de janeiro, deixando centenas de buquês e animais empalhados em frente à creche assim que o prefeito de Dendermonde, Piet Buyse, anunciou que a creche Fabeltjesland não reabriria jamais.
Em 26 de janeiro de 2009, as autoridades belgas nomearam Kim De Gelder como o principal suspeito num outro e quarto assassinato, onde uma mulher de 73 anos de idade foi esfaqueada à morte em seu apartamento em Beveren, perto de Antuérpia, em 16 de janeiro. O representante do Ministério Público belga, Christian Du Four, disse aos jornalistas que havia "evidências bastante claras da ligação entre os assassinatos", embora De Gelder tenha negado qualquer envolvimento.
Em 27 de janeiro, De Gelder confessou os ataques. A polícia descartou a possibilidade de que De Gelder tinha cometido os crimes porque coincidia com o aniversário de um ano da morte de Heath Ledger, mas nem as investigações nem o advogado de De Gelder apuraram o motivo dele ter pintado seu cabelo de vermelho, passado maquiagem branca em seu rosto ou escurecido seus olhos para realizar o ataque.

## Homenagens
Em seu álbum Arrivederci, mostro!, o cantor italiano Luciano Ligabue dedica a canção Quando mi vieni a prendere? (Dendermonde, 23/01/09) às crianças atacadas na creche de Dendermonde. 